# Marceli Ślepicki
Marceli Ślepicki (ur. 30 listopada 1863 w Słotwinie, zm. 21 maja 1936 w Krakowie) – kapłan katolicki, infułat dziekan Kapituły Metropolitalnej na Wawelu. 
Po ukończeniu Wyższego Seminarium Duchownego Archidiecezji Krakowskiej i Wydziału Teologicznego Uniwersytetu Jagiellońskiego otrzymał święcenia kapłańskie 10 lipca 1887 z rąk kardynała Albina Dunajewskiego w Krakowie. Pracował jako wikary w Kętach i katecheta w gimnazjum w Krakowie. Później został kierownikiem szkoły sióstr klarysek. Następnie objął obowiązki katechety męskiego seminarium nauczycielskiego i prefekta bursy. Prowadził ponadto wykłady z katechetyki w seminarium duchownym. W 1912 został rektorem Wyższego Seminarium Duchownego Archidiecezji Krakowskiej. Od 1913 był także wizytatorem religii w szkołach wydziałowych, ludowych i prywatnych w Krakowie. Z kolei w 1925 został mianowany oficjałem Sądu Biskupiego, a w 1927 dziekanem Kapituły Metropolitalnej na Wawelu. 23 maja 1936 został pochowany na cmentarzu Rakowickim w Krakowie